# AMR-2
El AMR-2 es un fusil de francotirador antimaterial de calibre 12,7 mm, desarrollado y producido en China. Fue Diseñado por China South Industries Group e introducido en la década de 2000. 

## Descripción
Su sistema de disparo es mediante cerrojo accionado manualmente. Posee una culata retráctil con carrillera ajustable y un bípode. Dispara el cartucho 12,7 x 108 desde un cargador extraíble de 5 cartuchos. Su cañón flota libremente y cuenta con un freno de boca de dos tabiques para mitigar el retroceso. El fusil está equipado con alza y punto de mira, con la opción de poder instalarle varios modelos de miras telescópicas diurnas o nocturnas.